# Abiskojåkka
Der Abiskojåkka (nordsamisch Ábeskoeatnu) ist ein Fluss im nordschwedischen Nationalpark Abisko. Er ist der Abfluss des Abiskojaure. Nach ca. 10 Kilometern mündet er bei Abisko in den Torneträsk und ist dessen größter Zufluss. Regional wird auch der obere Anschnitt des aus dem Torneträsk entspringenden Torne älv wenigstens bis Jukkasjärvi als Abiskojåkka bezeichnet. Die Fallhöhe vom Abiskojaure bis zum Torneträsk beträgt 147 Meter. Während der Schneeschmelze im Frühjahr ist sein Wasserstand um mehrere Meter erhöht.

## Quelle
Der eigentliche Ursprung des Flusses liegt 1189 m über dem Meer und ist ein kleiner Gletschersee in Norwegen, 0,3 km westlich der schwedischen Grenze). Nach etwa 3 km
mündet der Gletscherbach knapp unterhalb des norwegischen Sees Válfojávri (1009 m über dem Meer in Norwegen, ca. 1 km westlich der schwedischen Grenze) in den Válfojohka, Hauptzufluss des schwedischen Sees Gamajávri (610 m über dem Meer).
Dessen Abfluss Gamaeatnu (schwedisch Kamajåkka) ist Hauptzufluss des Sees Ábeskojávri (schwedisch Abiskojaure (488 m über dem Meer),
dessen Abfluss Ábeskoeatnu/Abiskojåkka Hauptzufluss des Sees Duortnosjárvi (schwedisch Torneträsk, 341 m über dem Meer). Der Quellbach, der Válfojohka, der Gamajávri, der Kamajåkka, der Abiskojaure und der Abiskojåkka haben zusammen eine Länge von ca. 45 km. Insgesamt entwässern sie ein Gebiet von 544 km².

## Abisko kanjon
Bei Abisko fließt der Abiskojåkka durch einen Canyon. Der Canyon wurde durch Erosion der weicheren Gesteinsbestandteile gebildet.

## Abisko delta
In der Mündung des Abiskojåkkas in den Torneträsk hat sich ein Delta gebildet. Es besteht aus Schlamm und Kies, den der Abiskojåkka mitbringt. Während der Brutzeit der Vögel von Mai bis Juli ist
der Zugang zum Delta gesperrt.

## Flora und Fauna
Im Abiskojåkka leben die Äsche (Thymallus thymallus), Meerforelle (Salmo trutta) und Saiblinge (Salvelinus).
Vögel am Fluss sind der Prachttaucher (Gavia arctica), der Sterntaucher (Gavia stellata), der Temminckstrandläufer (Calidris temminckii), die Eisente (Clangula hyemalis), die Trauerente (Melanitta nigra), der Mittelsäger (Mergus serrator), der Sandregenpfeifer (Charadrius hiaticula), verschiedene Wasseramseln (Cinclus), der Bergfink (Fringilla montifringilla), der Grauschnäpper (Muscicapa striata), das Blaukehlchen (Luscinia svecica), die Schafstelze (Motacilla flava) und die Gebirgsstelze (Motacilla cinerea).
Am Uferbereich und am Canyon wachsen der Alpen-Tragant (Astragalus alpinus), der Rosenwurz (Rhodiola rosea) sowie verschiedene Arten der Leimkräuter (Silene) und der Steinbrechgewächse (Saxifraga).

## Malmbanan
Während des Baus der Malmbanan wurde für den Abiskojåkka bei Abisko ein Tunnel gesprengt, da es einfacher war, den Fluss durch einen Tunnel zu leiten, als eine Brücke für die Eisenbahn zu bauen.
In der Nähe der Abisko Turiststation ist im Canyon ein ehemaliger Hausgrund zu erkennen. Dieses Haus war eine Kraftwerkstation, die Elektrizität für den Bau der Malmbanan lieferte.

## Wanderwege
Der Kungsleden und der Nordkalottleden folgen zwischen der Abisko Turiststation und der Wanderhütte Abiskojaure dem Verlauf des Abiskojåkka. Zudem gibt es bei Abisko mehrere kürzere Wanderwege am Fluss.

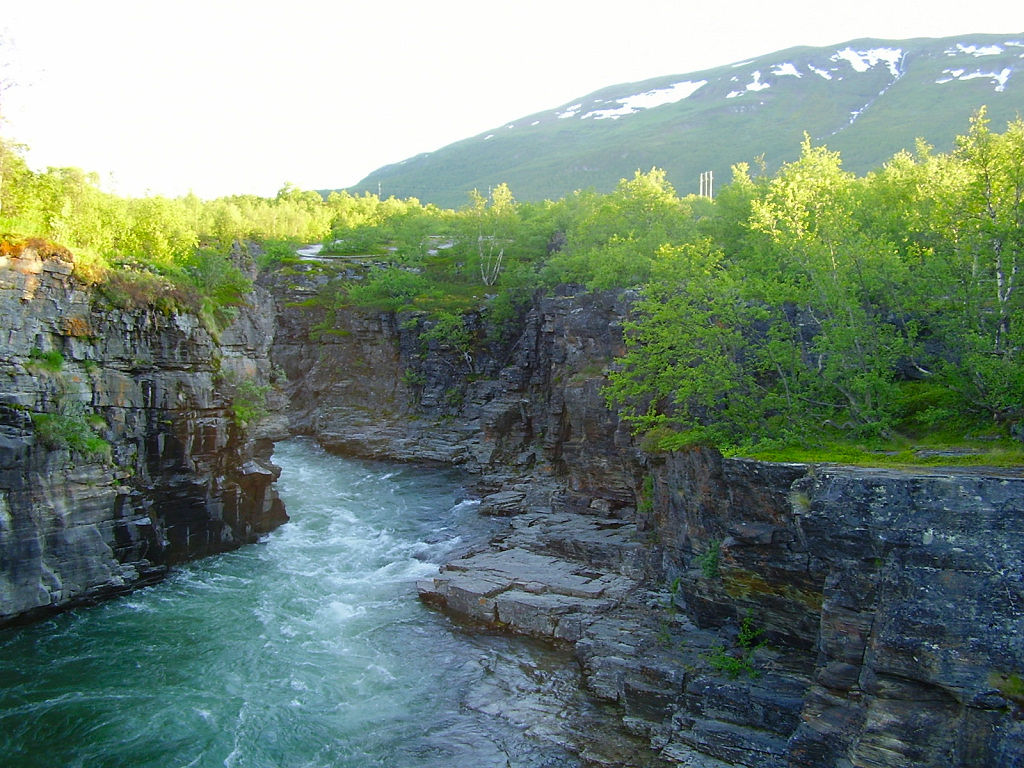
Abisko kanjon
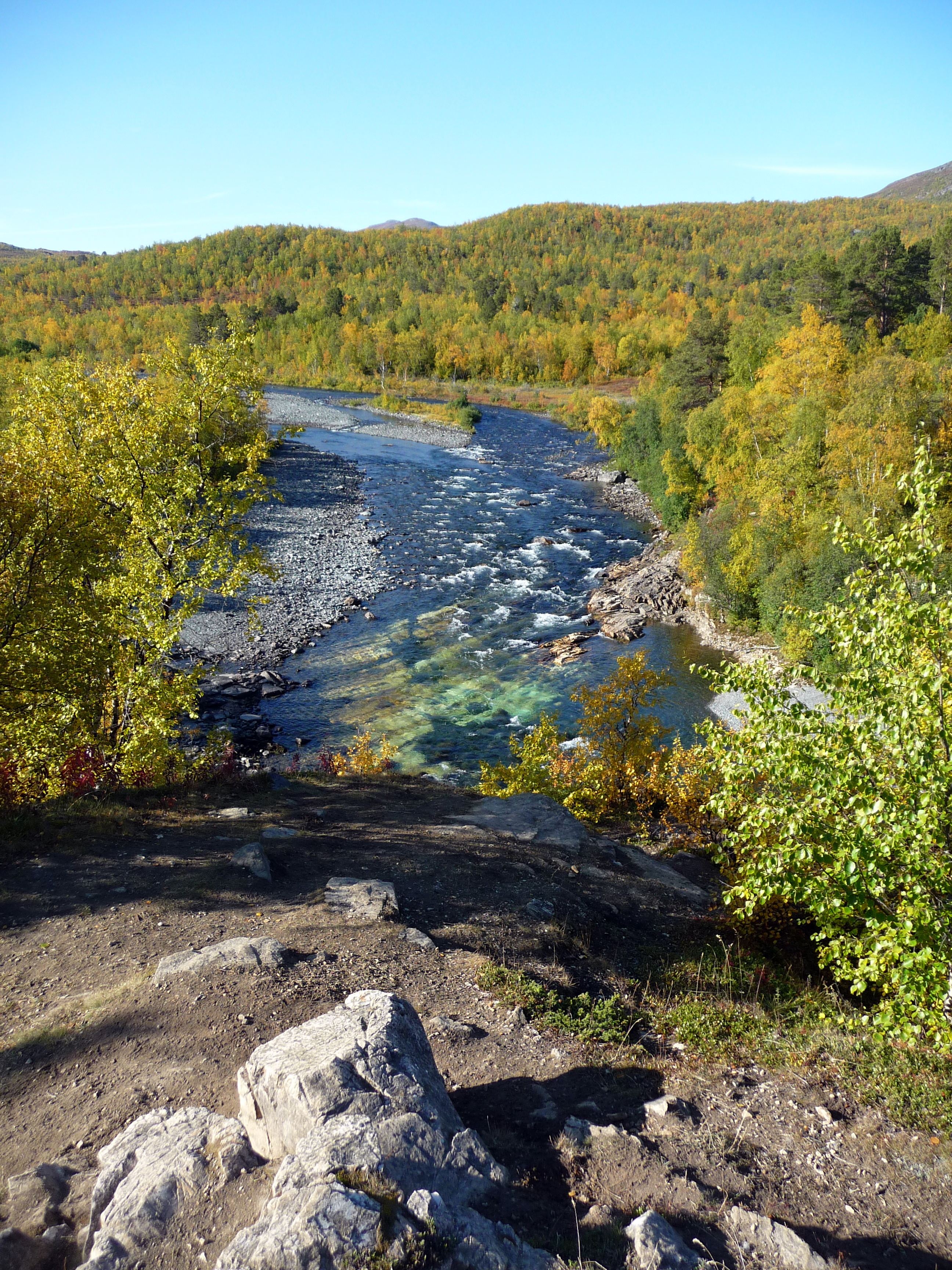
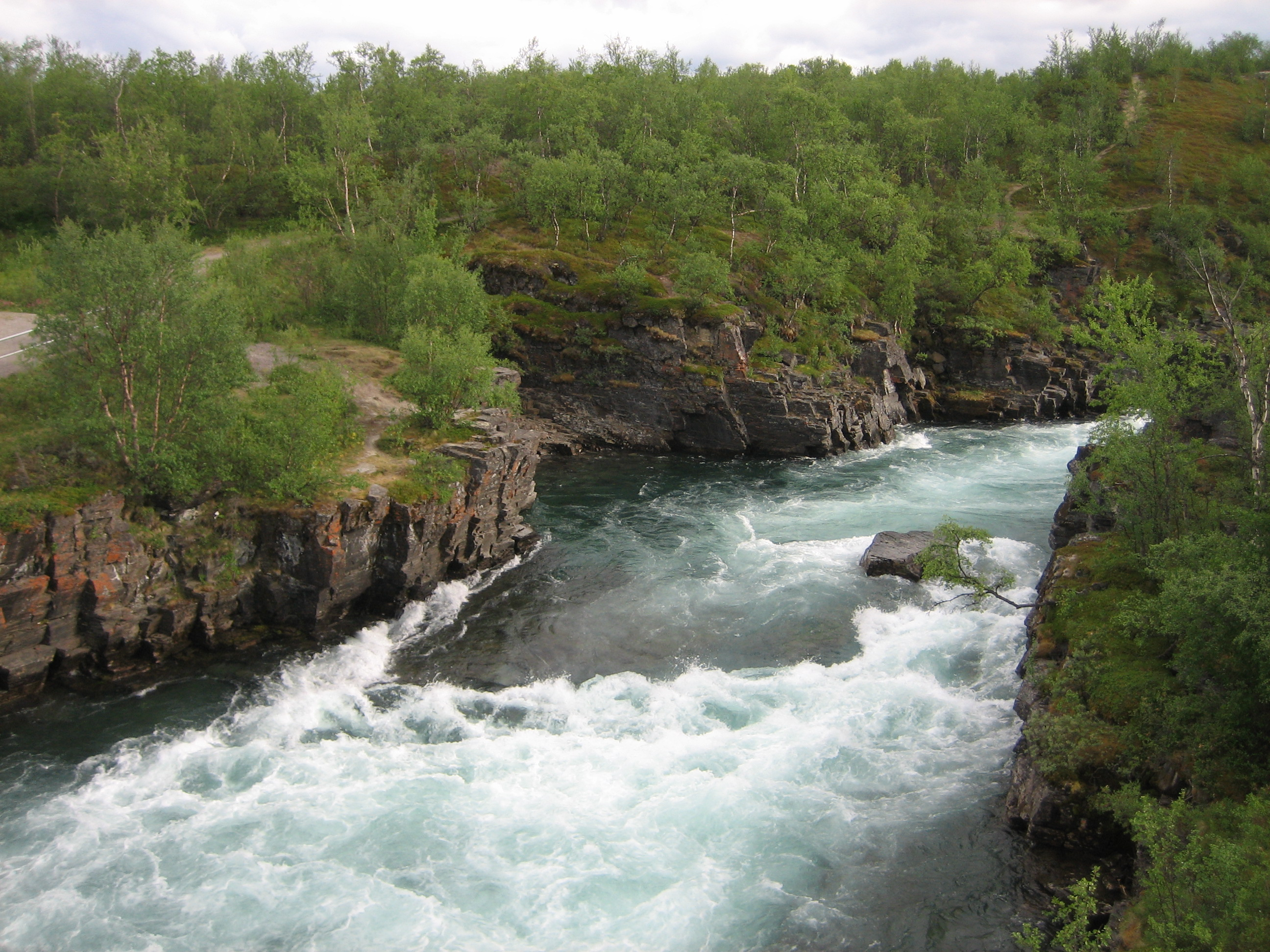
Abisko kanjon
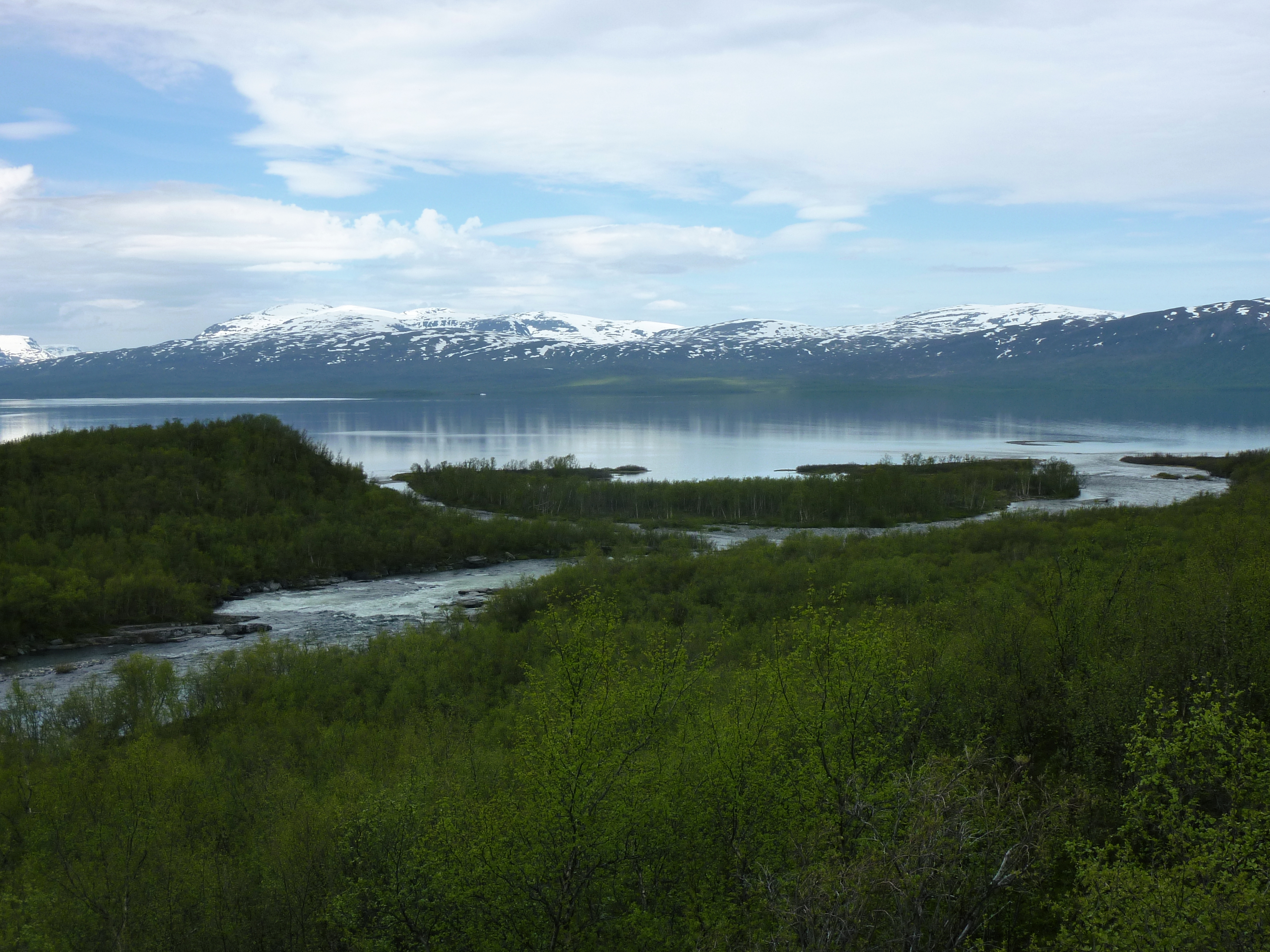
Mündung der Abiskojåkka am Torneträsk bei Abisko